# Умная пыль
Умная пыль (англ. smartdust) — самоорганизующиеся крошечные устройства (групповые роботы), обменивающиеся беспроводными сигналами и работающие как единая система.

## Описание
Предполагается, что базовые элементы «умной пыли» — моты (от англ. mote — «пылинка») — в итоге будут размером с частицу песка или даже пыли. Каждый мот должен будет обладать собственными сенсорами, вычислительным узлом, подсистемами коммуникации и энергоснабжения. Группируясь вместе, моты автоматически будут создавать очень гибкие сети с малым потреблением питания. Области их применения могут варьироваться от систем управления климатом до устройств развлечения, взаимодействующих с другими информационными устройствами.
Понятие умной пыли было введено профессором Калифорнийского университета в Беркли Кристофером Пистером в 2001 году, хотя ранее те же самые идеи фигурировали в научной фантастике (например, подробно описаны Станиславом Лемом в романах «Непобедимый» 1964 года и «Мир на Земле» 1984 года). В 2005 году выпущен обширный обзор, в котором собраны различные методы, которые могут свести размеры мотов умной пыли в сетях датчиков от более миллиметра к микрометрам.
Устройства умной пыли будут основаны на низковольтной и глубоко низковольтной наноэлектронике и включать микроисточники энергии вместе с твердотельными импульсными суперконденсаторами (наноионные суперконденсаторы). Разработки 2010-х годов в области нанорадио также могут использоваться как технологическая база для воплощения умной пыли на практике.